# 滞留
| ウィキペディアには「滞留」という見出しの百科事典記事はありません（タイトルに「滞留」を含むページの一覧/「滞留」で始まるページの一覧）。 代わりにウィクショナリーのページ「滞留」が役に立つかもしれません。 |